# Reformations-Gedächtnis-Kirche (Munderfing)
Die Reformations-Gedächtnis-Kirche ist die evangelische Kirche von Munderfing im oberösterreichischen im Innviertel. Zusammen mit der Friedenskirche Mattighofen und der Glaubenskirche Lengau bildet sie die Evangelische Pfarrgemeinde Mattighofen/Munderfing/Lengau in der Evangelischen Superintendentur A. B. Oberösterreich der Evangelischen Kirche A.B. in Österreich.
Die Reformations-Gedächtnis-Kirche 
ist eine der sogenannten „Siebenbürgerkirchen“, die aufgrund der Flüchtlingsbewegungen am Ende des Zweiten Weltkriegs und des damit verbundenen verstärkten Zuzugs von Protestanten gegründet wurden. Die neue evangelische Gemeinde feierte ihre Gottesdienste zunächst in der römisch-katholischen Pfarrkirche Munderfing, bevor sie ein eigenes Gotteshaus zu errichten vermochten. Die nach Plänen des Architekten Franz Windhager aus Salzburg ab 1968 erbaute Kirche, eine einfache Saalkirche mit seitlich gesetztem, durch einen Spitzhelm abgeschlossenen Turm, wurde am 7. Juni 1970 eingeweiht.
Bei ihrer Fertigstellung erhielt die Kirche zunächst eine 1922 von Ulrich & Weule in Bockenem gegossene gusseiserne Glocke aus der Cyriakuskirche in Illingen (Württemberg), die 1979 um eine zweite Glocke aus der Glockengießerei Grassmayr (Innsbruck) erweitert wurde.